# Lebrade
Lebrade település Németországban, Schleswig-Holstein tartományban. Lakosainak száma 583 fő (2023. december 31.).

## Fekvése
Plöntől északra fekvő település.

## Leírása
A falu templomát 1240-ben említették először. A település mellett fekszik a Lebrader Teich Természetvédelmi terület is gazdag madárvilágával.

## Lebrader Teich Természetvédelmi terület

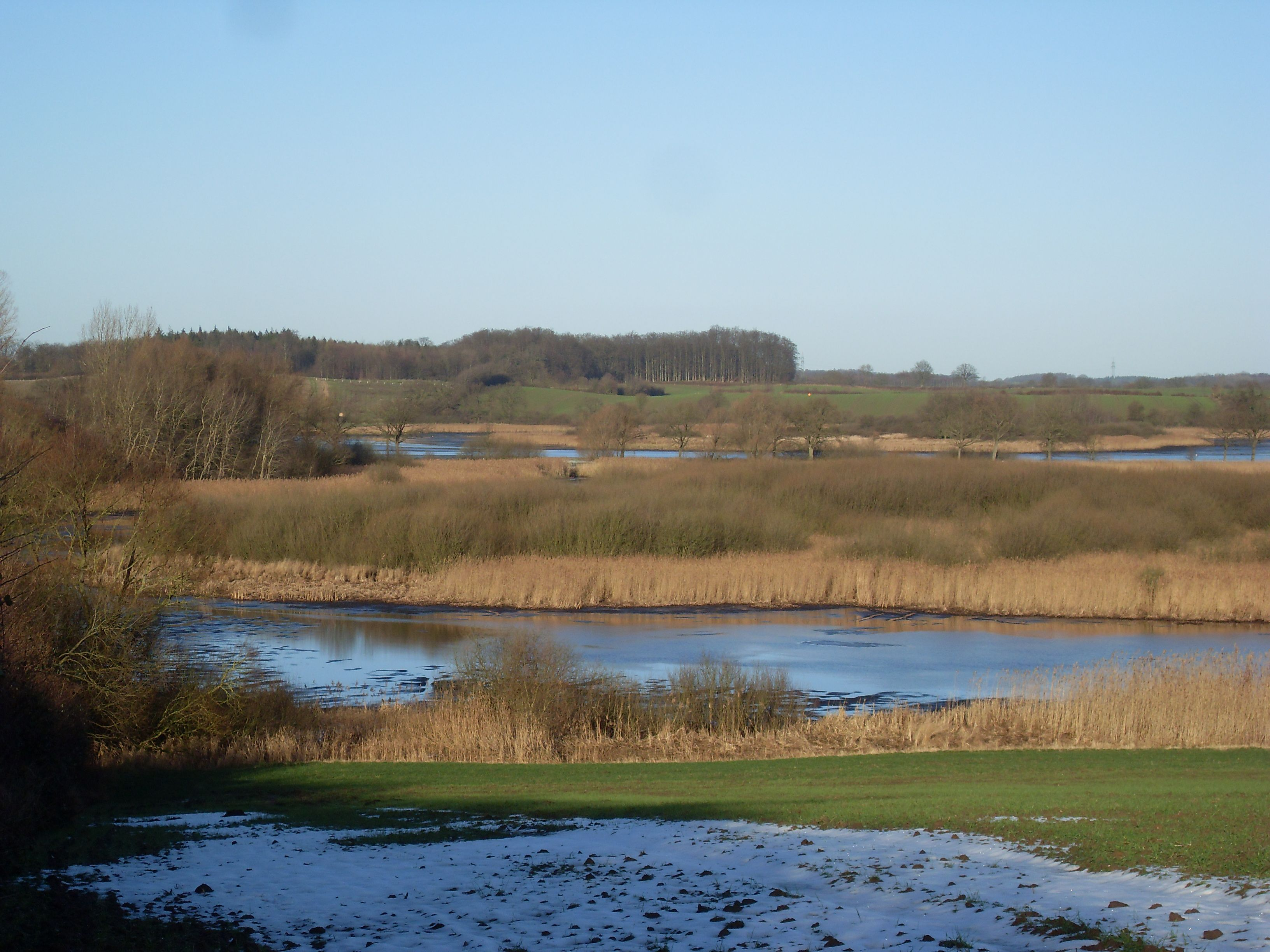
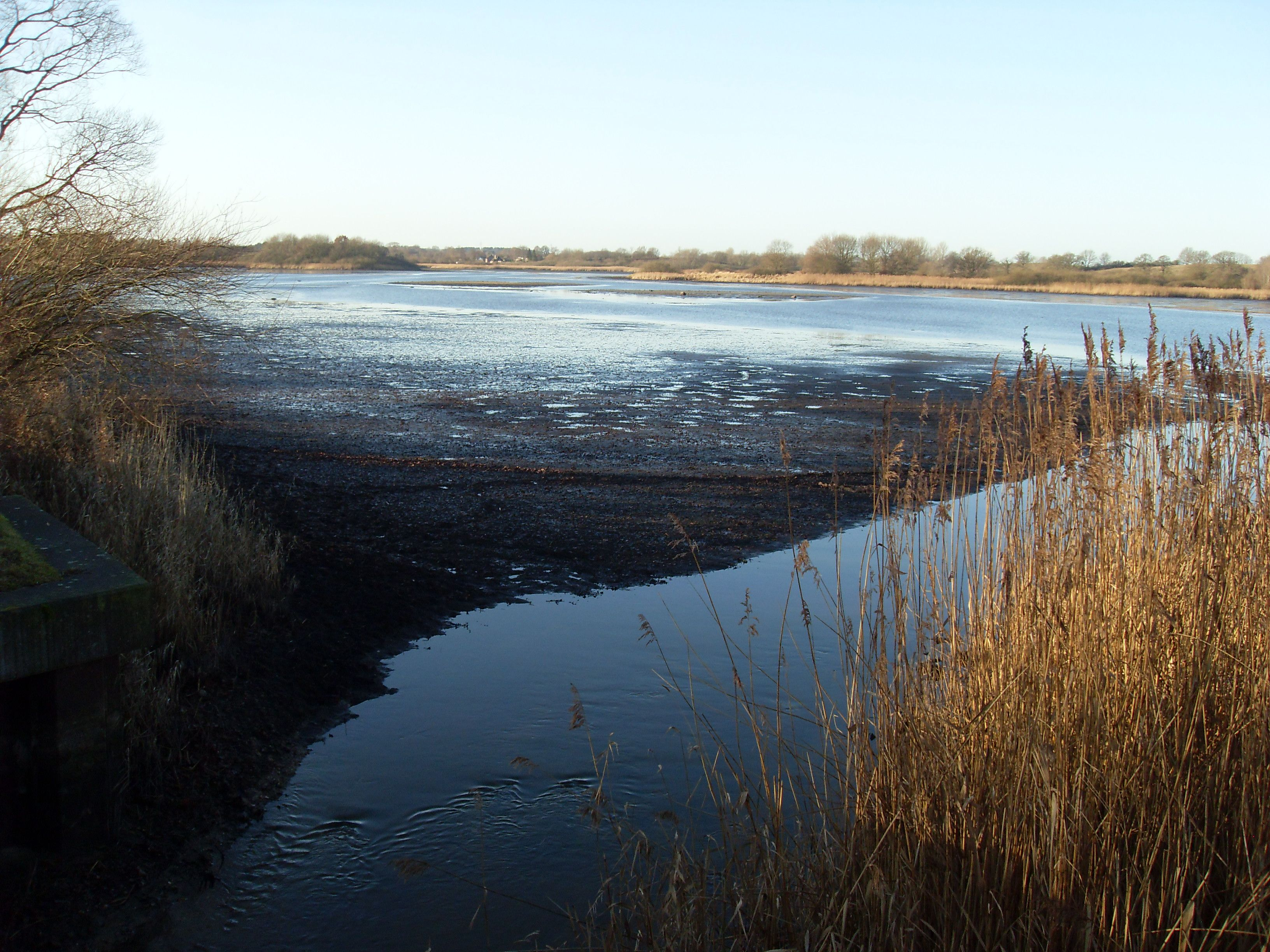

## Nevezetességek

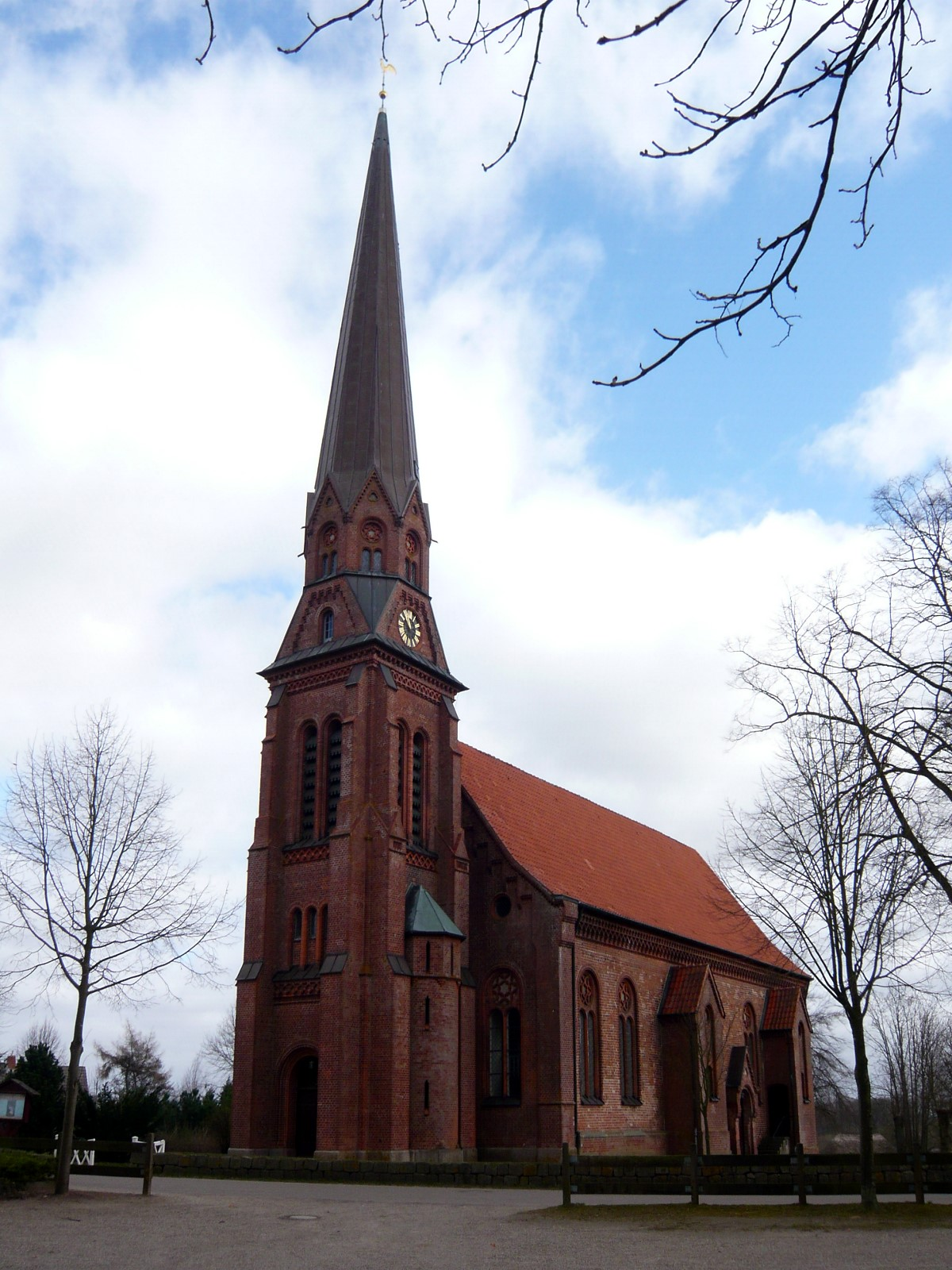
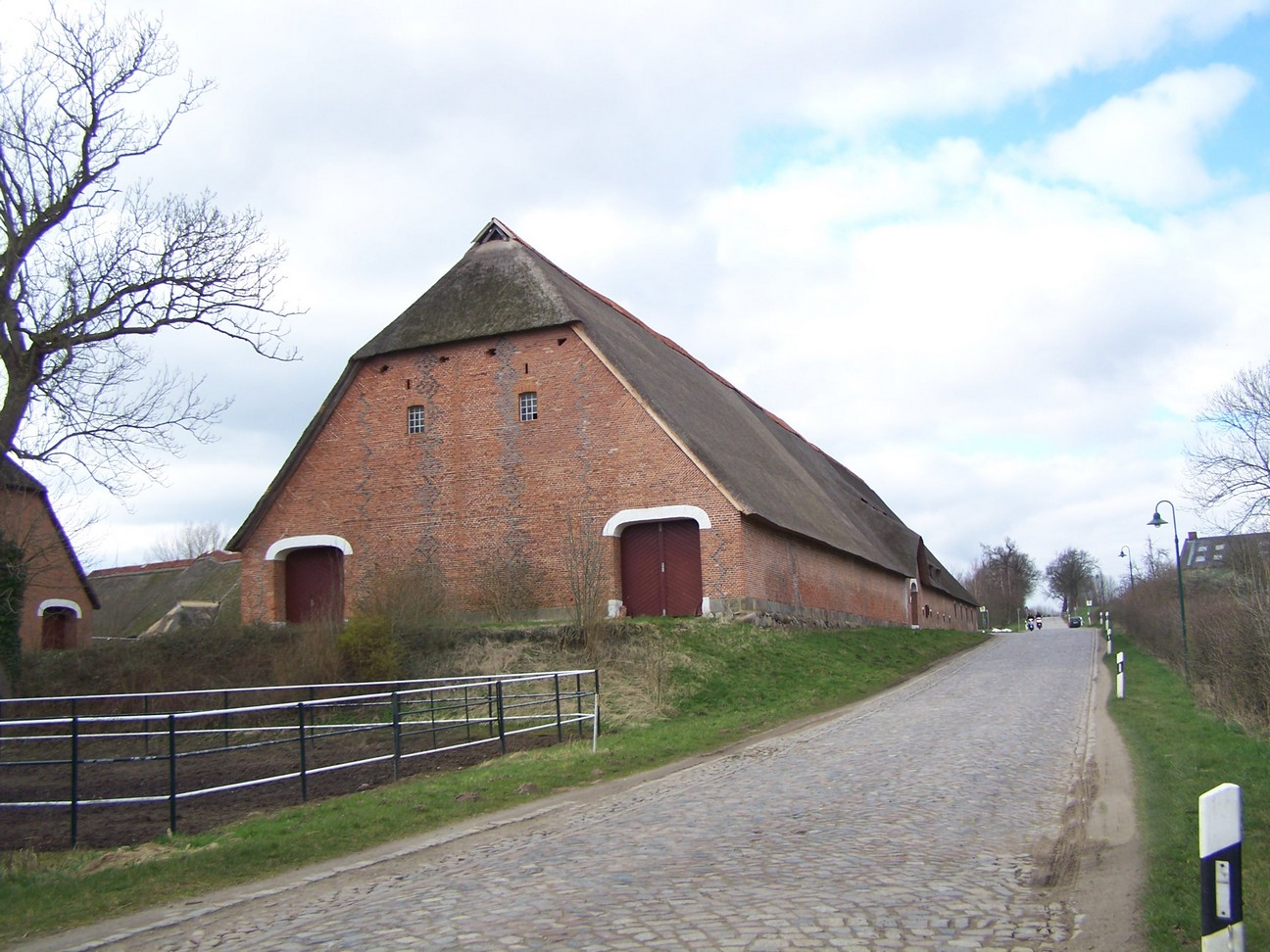
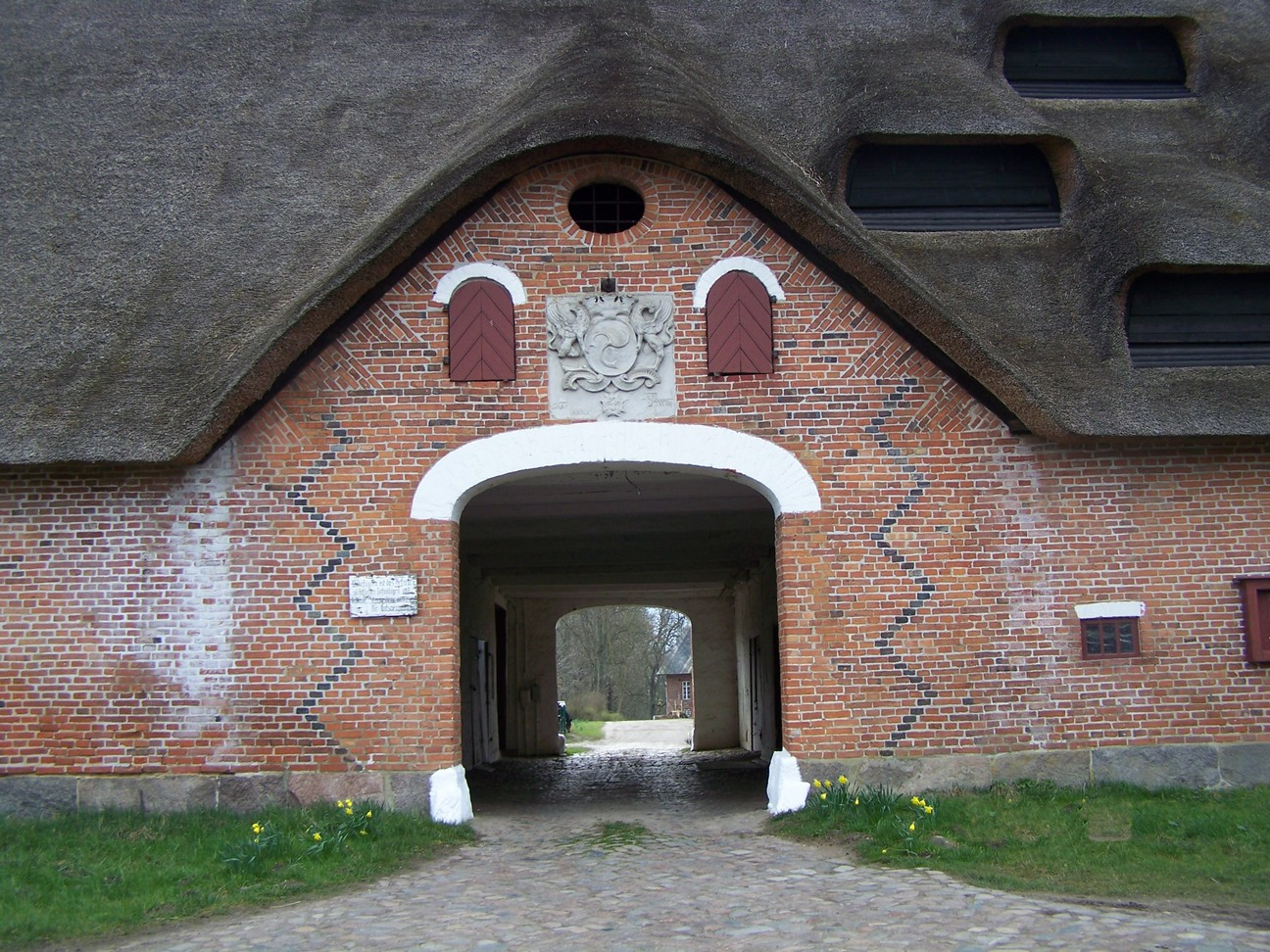
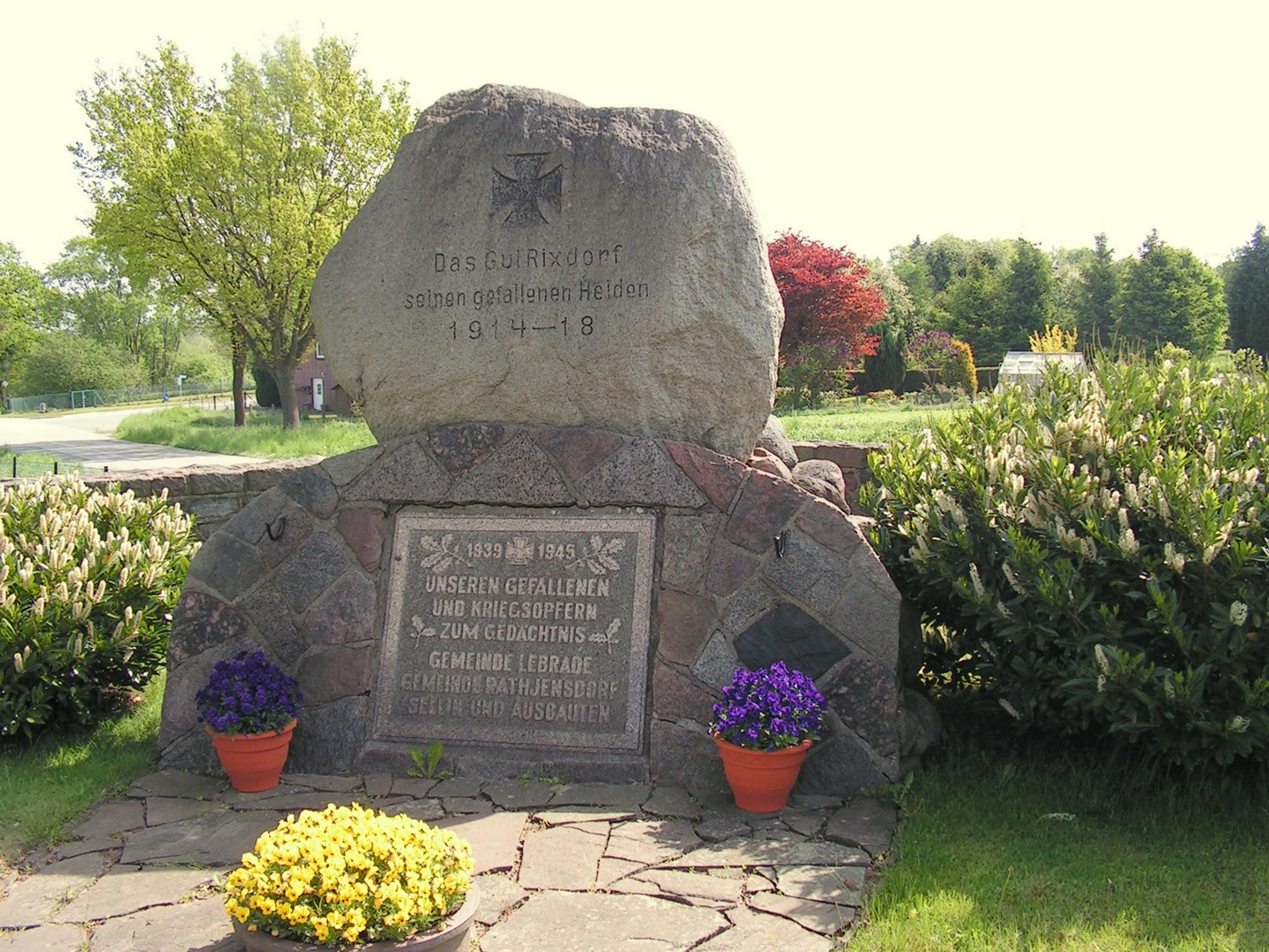

- Templom
- Természetvédelmi terület

## Népesség
A település népességének változása:
| Lakosok száma | 490  | 588  | 635  | 631  | 605  | 607  | 583  |
|               | 1975 | 2014 | 2017 | 2019 | 2021 | 2022 | 2023 |